# The Book of Henry
The Book of Henry ist ein US-amerikanisches Filmdrama von Colin Trevorrow aus dem Jahr 2017.

## Handlung
Susan Carpenter ist alleinerziehende Mutter und wohnt mit ihren beiden Söhnen Henry und Peter in einer kleinen Stadt im Hudson Valley. Henry ist ein Wunderkind und hat mit seinen elf Jahren bereits viel Geld auf dem Aktienmarkt erwirtschaftet. Eines Tages verliebt er sich in das Nachbarmädchen, Christina Sickleman, die jedoch aus ihm unerklärlichen Gründen deprimiert zu sein scheint. Nachdem Henry die Sache erforscht, findet er heraus, dass Christina von ihrem Stiefvater Glenn, dem örtlichen Polizeichef, missbraucht wird. Henry meldet seine Erkenntnisse dem Jugendamt sowie der Schulrektorin Mrs. Wilder, jedoch ohne Erfolg. Da Glenn durch seine Position als Polizeichef Verbindungen zur Regierung hat, sind sowohl das Jugendamt als auch die Rektorin unwillig, ohne sachfeste Beweise ein Verfahren gegen ihn einzuleiten.
So versucht Henry schließlich auf eigene Faust, Christina zu retten und entwickelt einen detaillierten Plan, den er in seinem Notizbuch festhält. Nachdem Henry jedoch einen starken Krampfanfall hat, wird er ins Krankenhaus gebracht, wo bei ihm ein Gehirntumor diagnostiziert wird. Kurz vor seiner bevorstehenden Operation gibt Henry Peter die Anweisung Susan das Notizbuch zu geben. Wenige Tage später stirbt er in Susans Armen.
Henrys Tod verstört Susan und sie hat Probleme mit dem Alltag des Lebens zurechtzukommen. Als Peter ihr jedoch das Notizbuch gibt, setzt sie es sich zum Ziel, Henrys Plan zum Leben zu erwecken und somit Christina zu retten. Im Notizbuch findet sich eine genaue Anleitung, wie Glenn mit einem Scharfschützengewehr erschossen werden soll. Susans Alibi soll dabei eine gleichzeitig stattfindende Schulaufführung von Christina und Peter sein. Während der Aufführung schleicht sich Susan also aus dem Saal und beginnt, Henrys Plan umzusetzen. Kurz bevor sie jedoch den Abzug der Waffe betätigt, realisiert sie, dass der gesamte Plan, so gut er auch sein mag, der Fantasie eines Kindes entsprang und sie als Erwachsene handeln muss. Statt Glenn zu töten, konfrontiert sie ihn und erklärt, dass sie von seinem Missbrauch an Christina weiß. Glenn zeigt sich unbeeindruckt und antwortet, dass ihr sowieso niemand glauben wird. Gleichzeitig entscheidet sich Rektorin Wilder, beeindruckt von Christinas Tanzaufführung, doch ein Ermittlungsverfahren gegen Glenn einzuleiten. Bei einem Telefonat mit einem Verwandten beim Jugendamt erfährt Glenn von dem eröffneten Verfahren gegen ihn. Als die Polizei eintrifft, begeht er Selbstmord.
Nach dem Tod ihres Stiefvaters wird Christina von Susan adoptiert.

## Produktion
Den ersten Entwurf des Drehbuchs zum Film hatte der Autor Gregg Hurwitz bereits 1998 fertiggestellt. Die Verlegerin Jenette Kahn optionierte das Material schließlich an den Filmproduzenten Sidney Kimmel, welcher sich dazu bereit erklärte den Film zu verwirklichen. Über dessen Filmproduktionsunternehmen Sidney Kimmel Entertainment wurde das Drehbuch schließlich an den Regisseur Colin Trevorrow gebracht. Da Trevorrow allerdings zuvor die Regie für den Blockbuster Jurassic World (2015) angenommen hatte, stand das Projekt einige Zeit lang auf Eis. Erst nachdem er nach dem Film wieder als Regisseur verfügbar war, wurde das Projekt schließlich verwirklicht.
Die Dreharbeiten liefen von September bis November 2015 in und um New York City. Der Film feierte seine Premiere am 14. Juni 2017 beim Los Angeles Film Festival. In den Vereinigten Staaten kam er am 16. Juni 2017 in die Kinos, in Deutschland am 21. September 2017.

## Kritiken
Der Film erhielt von Kritikern eher negative Bewertungen.
Die Hannoversche Allgemeine Zeitung bezeichnete den Film als „Humbug vom Feinsten.“
CHIP Online kam zu folgendem Fazit: „The Book Of Henry weiß vor allem in den ersten beiden Dritteln zu überzeugen, in ersterem durch Komik, in zweiterem durch Tragik. Das Thriller-artige Finale bietet kaum Überraschungen und entpuppt sich dadurch als schwächster Part des Films. Wer Wert auf Witz und Emotionen legt und auch mit einem semi-spannenden Ende leben kann, wird mit The Book Of Henry sicherlich gut unterhalten. Wer Fan von unvorhersehbaren Story-Twists und ‚Deus ex machina‘-Einsätzen ist, sollte sich die Kinokarten hingegen lieber sparen.“
Thomas Vorwerk von filmstarts.de gab dem Film drei von fünf Sternen und meinte zusammenfassend: „The Book Of Henry kommt mit einem schlechten Ruf nach Deutschland, aber das tut dieser komplett unerwarteten Mischung sehr unterschiedlicher Genres Unrecht. Wer über einige offensichtliche Schwächen hinwegsieht, der wird einen ungewöhnlichen und kurzweiligen Film voller Gefühl entdecken.“